# Gösta Laudon
Gösta Wilhelm Laudon, född 16 oktober 1904 i Storkyrkoförsamlingen i Stockholm, död 24 april 1999 i Oscars församling i Stockholm, var en svensk skridskoåkare och friidrottsledare. 
Laudon hade ett brinnande intresse för idrott under hela sitt liv. Han fängslades mest av individuella idrottsliga prestationer. Laudon besatt många personliga färdigheter förutom skridsko och sedermera friidrott. Han var en renlevnadsmänniska som var helt emot droger i alla former. Han var botaniskt bildad och kunde hundratals latinska namn på botaniska växter utantill. 
Sedan hans två barn och första fru avlidit i scharlakansfeber tog han frivillig värvning i Finska vinterkriget, men han var inte en person som ville ha medömkan. Han blickade ständigt framåt och var väldigt mån om ungdomarnas förutsättningar till utveckling. Detta visade han prov på under, ibland tuffa, förhandlingar med Sigtuna kommun för att äska bidrag till friidrottsklubben. En gång ska han ha lämnat ett kommunmöte i protest mot att PRO fått bidrag istället för ungdomsverksamheten. Laudon som själv vid det laget var pensionär tyckte att pensionärer i allmänhet var tillräckligt bemedlade och istället borde ställa upp för att hjälpa ungdomarna att utveckla ungdomsverksamheten i kommunen.
Laudon arbetade bland annat som sportjournalist i Piteå för Norrbottens-Kuriren där han kom att träffa en friidrottstränare i Umeå, Lars Rydell. Samarbetet med Lars fortsatte in på 1980-talet Sedan Laudon bildat IFK Märsta friidrottsklubb 1970.
Så småningom kom Laudon tillbaka ner till Stockholm och i kontakt med Sigtuna kommun. Laudon startade tillsammans med bland andra fritidsnämndens ordförande en skoltävling för friidrott, den så kallade Sigtunakampen år 1971, som arrangeras än idag.
På grund av sin bakgrund som militär officer så tog han även hand om skolungdomarnas luftgevärsskytte i källaren till Valsta Sim och Sporthall under årtionden.
Laudon var IFK Märstas grundare och i många år klubbens ordförande och frontfigur. Han fick ta emot medalj av silver från fritidsnämndens ordförande 1994, vid en kommunal ceremoni anordnad på Märstagymnasiet vid hans 90-årsdag. Han var engagerad i klubben till och med som 90-åring, och ända till sin död. Eldsjälen Gösta Laudon fick år 2008 en gata uppkallad efter sig i närheten av Ärlingheden i Märsta.
Gösta Laudon vilar i minneslunden på Skogskyrkogården i Stockholm.